# Руденко, Сергей Игнатьевич
Серге́й Игна́тьевич Руде́нко (укр. Сергій Гнатович Руденко; 7 (20) октября 1904 — 10 июля 1990, Москва) — советский военачальник. Командующий ВДВ (1948—1950). Маршал авиации (1955). Герой Советского Союза (18.08.1944). Профессор (1972).

## Довоенная служба

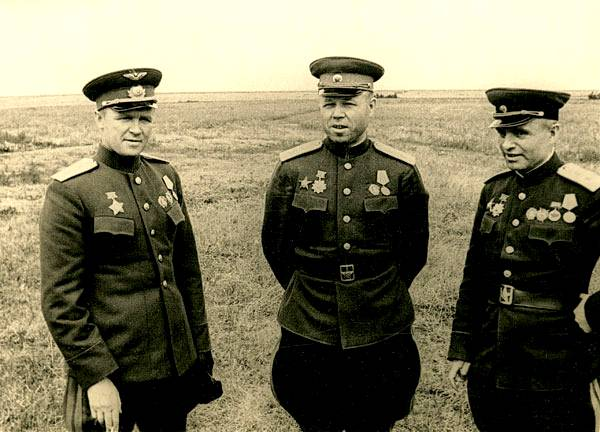
Генерал-полковник авиации Руденко С. И., генерал-полковник Малинин М. С., генерал-полковник артиллерии Казаков В. И., 1944 год

Родился 7 (20) октября 1904 года в посёлке Короп Кролевецкого уезда Черниговской губернии (ныне Коропский район, Черниговская область, Украина) в семье сапожника, украинец. Был старшим из трёх детей в семье и после смерти отца в 1911 году отвечал за младших в семье. Окончил церковно-приходскую школу и двухклассное народное училище министерства народного просвещения. С 1917 года трудился учеником сапожника. Одновременно с 1917 по 1919 годы учился в гимназии, но из-за лишений гражданской войны учёбу пришлось прервать. Работал секретарём в комитете бедноты, помощником налогового инспектора и счётчиком в волостном налоговом бюро, десятником в геодезической партии. В 1922 году окончил рабочую семилетнюю школу, работал техническим секретарём в местном комитете РКП(б), вступил в комсомол.
В сентябре 1923 года добровольцем вступил в Красную армию. Был зачислен курсантом в Киевскую авиашколу Красного Воздушного флота. В связи с его реорганизацией в сентябре 1924 года стал курсантом Военно-теоретической школы ВВС РККА в Ленинграде, которую окончил в 1926 году. Согласно практике обучения того времени затем направлен для практического освоения управления самолётом в 1-ю военную школу лётчиков имени А. Ф. Мясникова, которую окончил в 1927 году. С августа 1927 года служил младшим лётчиком 30-й авиационной эскадрильи ВВС Московского военного округа, с ноября 1927 — в 22-м отдельном авиаотряда этого округа, где прошёл должности старшего лётчика, начальника штаба отряда, командира звена, комиссара отряда.
В ноябре 1930 года учился на командном факультете Военно-воздушной академии РККА им. Н. Е. Жуковского, который окончил в 1932 году. Во время учёбы в 1931 году сдал экзамены за полный курс обучения в 3-й военной школе лётчиков и летнабов имени К. Е. Ворошилова в 1931 году. С мая 1932 года временно исполнял должность командира 83-й авиационной эскадрильи ВВС Украинского военного округа, с ноября 1932 — командир 36-й армейской разведывательной авиационной эскадрильей в том же округе. В 1936 году окончил оперативный факультет Военно-воздушной академии РККА им. Н. Е. Жуковского.
С апреля 1936 года — командир 31-й скоростной бомбардировочной авиационной эскадрильи ВВС Харьковского военного округа, с ноября 1937 — командир 118-й скоростной бомбардировочной авиационной бригады, с апреля 1938 — командир 60-го скоростного бомбардировочного авиационного полка, с ноября 1938 — командир 1-го скоростного бомбардировочного авиационного полка ВВС Сибирского военного округа. С апреля 1939 года служил в ВВС 2-й отдельной Краснознамённой армии на Дальнем Востоке: командир 26-й смешанной авиабригады, с апреля 1940 — заместитель командира 31-й смешанной авиадивизии, с января 1941 года — командир этой дивизии.

## Великая Отечественная война
15 июня 1941 года был получен приказ о переброске дивизии на Запад. К началу июля первые части прибыли на фронт и были переданы в подчинение командующему ВВС 29-й армии Западного фронта, где и начался боевой путь полковника С. И. Руденко в Великой Отечественной войне. В ноябре 1941 года его назначили командующим ВВС 20-й армии Западного фронта, в декабре — командующим ВВС 61-й армии Брянского фронта, в январе 1942 — командующим ВВС Калининского фронта. С апреля 1942 года командовал 7-й ударной авиагруппой Ставки ВГК на Брянском фронте. С июня 1942 года — заместитель командующего ВВС Юго-Западного фронта, с июля 1942 — командующий ВВС Сталинградского фронта.
С октября 1942 года до Победы — командующий 16-й воздушной армией на Сталинградском, Донском, Центральном, Белорусском, 1-м Белорусском фронтах. В годы Великой Отечественной войны участвовал в Смоленском оборонительном сражении, в битве за Москву, в Сталинградской битве, в Севской операции и в воздушной операции ВВС РККА по уничтожению немецкой авиации на аэродромах в мае 1943 года, в Курской битве, в битве за Днепр, в Гомельско-Речицкой, Калинковичско-Мозырской, Рогачёвско-Жлобинской, Белорусской, Висло-Одерской, Восточно-Померанской и Берлинской наступательных операциях.
За годы войны трижды получил генеральские воинские звания: генерал-майор авиации (29.10.1941), генерал-лейтенант авиации (27.01.1943), генерал-полковник авиации (11.05.1944).
За отличное выполнение боевых заданий Командования на фронте борьбы с немецко-фашистскими захватчиками и проявленные при этом отвагу и геройство в ходе Белорусской стратегической наступательной операции указом Президиума Верховного Совета СССР от 18 августа 1944 года генерал-полковнику авиации Сергею Игнатьевичу Руденко присвоено звание Героя Советского Союза с вручением ордена Ленина и медали «Золотая Звезда».

## Послевоенная служба
После войны ещё полтора года продолжал командовать 16-й воздушной армией в составе Группы советских оккупационных войск в Германии. С февраля 1947 по декабрь 1948 — командующий 1-й воздушной армией. С декабря 1948 по сентябрь 1949 года — командующий Отдельной гвардейской воздушно-десантной армией.
С сентября 1949 года — начальник Главного штаба ВВС СССР. С августа 1950 года — командующий Дальней авиацией — заместитель главнокомандующего ВВС. С июня 1953 года — начальник Главного штаба ВВС — первый заместитель главнокомандующего ВВС СССР. Маршал авиации (11.03.1955).
С февраля 1958 года — первый заместитель главнокомандующего ВВС. На этом посту отвечал, в числе прочих обязанностей, за реализацию советских космических программ. Его деятельность на этом поприще в своих дневниках сильно критиковал руководитель пилотируемой космонавтики Н. П. Каманин.
С мая 1968 года — начальник Военно-воздушной академии имени Ю. А. Гагарина. С августа 1973 года — военный инспектор-советник Группы генеральных инспекторов Министерства обороны СССР.
Был членом КПСС с 1928 года. В 1961—1966 годах — кандидат в члены ЦК КПСС. Депутат Верховного Совета СССР 2-го и 6-го созывов (1946—1950, 1962—1966). Депутат Верховного Совета РСФСР 4—5 созывов (1955—1963).
Скончался 10 июля 1990 года. Похоронен на Новодевичьем кладбище.

## Награды
СССР

Надгробный памятник

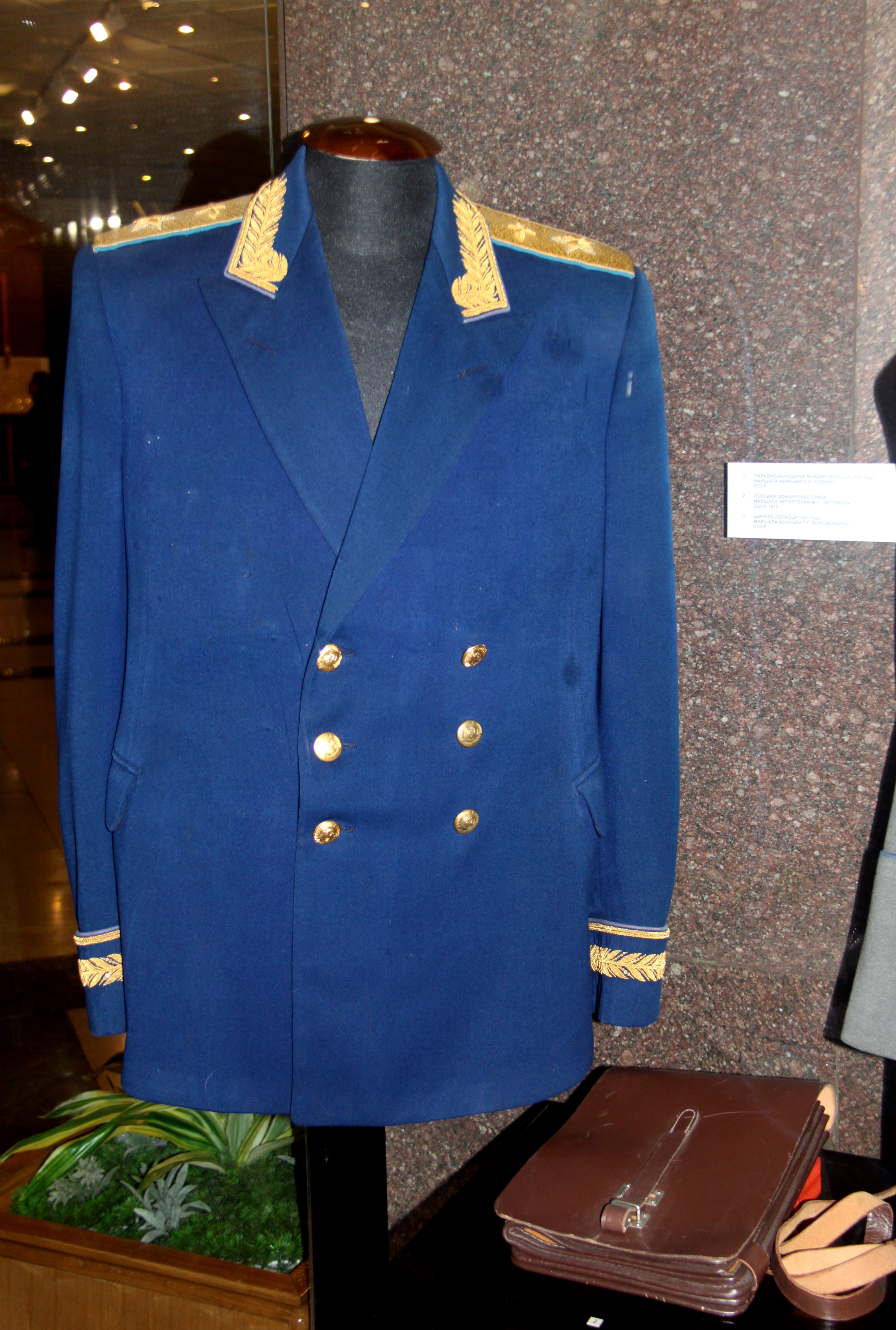
Мундир С. И. Руденко в Центральном музее Великой Отечественной войны

- Медаль «Золотая Звезда» Героя Советского Союза (19.08.1944);
- Шесть орденов Ленина (25.05.1936, 19.08.1944, 20.06.1949[7], 19.10.1964, 19.10.1984);
- Орден Октябрьской Революции (18.10. 1974);
- Четыре ордена Красного Знамени (23.11.1942, 08.04.1944[8], 03.11.1944[7], 03.11.1953[7]);
- Два ордена Суворова I степени (06.04.1945, 29.05.1945);
- Орден Кутузова I степени (27.08.1943);
- Орден Суворова II степени (08.02.1943);
- Орден Кутузова II степени (10.04.1945);
- Орден Отечественной войны I степени (11.03.1985);
- Орден «За службу Родине в Вооружённых Силах СССР» III степени (30.04.1975);
  - медали, в том числе:
- Медаль «За оборону Москвы»;
- Медаль «За оборону Сталинграда»;
- медаль «За победу над Германией в Великой Отечественной войне 1941—1945 гг.»;
- Медаль «За взятие Берлина»;
- Медаль «За освобождение Варшавы»;
- Медаль «Ветеран Вооружённых Сил СССР»;
- Медаль «За укрепление боевого содружества».

Награды других государств
- Ордена «Virtuti militari» II (19.12.1968) и 4-й (4.05.1946) степеней (ПНР);
- Орден «Крест Грюнвальда» II степени (ПНР, 4.05.1946);
- Боевой орден «За заслуги перед народом и Отечеством» в золоте (ГДР, 8.05.1975);
- Орден «За боевые заслуги» (МНР, 6.07.1971)):
- Медаль «Братство по оружию» (ПНР, 12.10.1988)
- Медаль «20-я годовщина Революционных Вооружённых сил Кубы» (Куба, 1976)
- Медаль «30-я годовщина Революционных Вооружённых сил Кубы» (Куба, 24.11.1986)
- Медаль «За укрепление дружбы по оружию» I степени (ЧССР)
- Медаль «50 лет Монгольской Народной Армии» (МНР, 15.03.1971)
- Медаль «50 лет Монгольской Народной Революции» (МНР, 16.12.1971)
- Медаль «40 лет Халхин-Гольской Победы» (МНР, 26.11.1979)
- Медаль «60 лет Вооружённым силам МНР» (МНР, 29.12.1981)
- Медаль «Китайско-советская дружба» (КНР)
- Медаль «Братство по оружию» в золоте (ГДР)
- Медаль «100 лет со дня рождения Георгия Димитрова» (НРБ)
- Медаль «25 лет Болгарской народной армии» (НРБ)
- Медаль «90 лет со дня рождения Георгия Димитрова» (НРБ, 23.02.1974)
- Медаль «40 лет Победы над гитлеровским фашизмом» (НРБ, 16.05.1985)

## Память
- В посёлке городского типа Короп установлено два памятных знака.
- Мемориальная доска на доме 5/13 по Смоленской набережной в Москве[9].
- В Гомеле открыта мемориальная доска С. Руденко[10].
- Почётный гражданин г. Гомеля (1968, Гомель).
- Имя занесено на городскую Доску почёта (Гомель).
- В фондах Белорусского государственного музея истории Великой Отечественной войны хранятся фотографии и предметы, связанные с жизнью и деятельностью Сергея Игнатьевича. Среди них фотопортрет героя 1944 года, групповые и сюжетные фотографии, а также его китель. Имя С. И. Руденко увековечено в зале Победы музея в списке Героев Советского Союза, а также в списке командующих фронтами и армиями, участвовавшими в освобождении Беларуси от немецко-фашистских захватчиков[11].

## Сочинения
- Руденко С. И. Крылья Победы. — М.: Международные отношения, 1985.